# Ribointerferencia

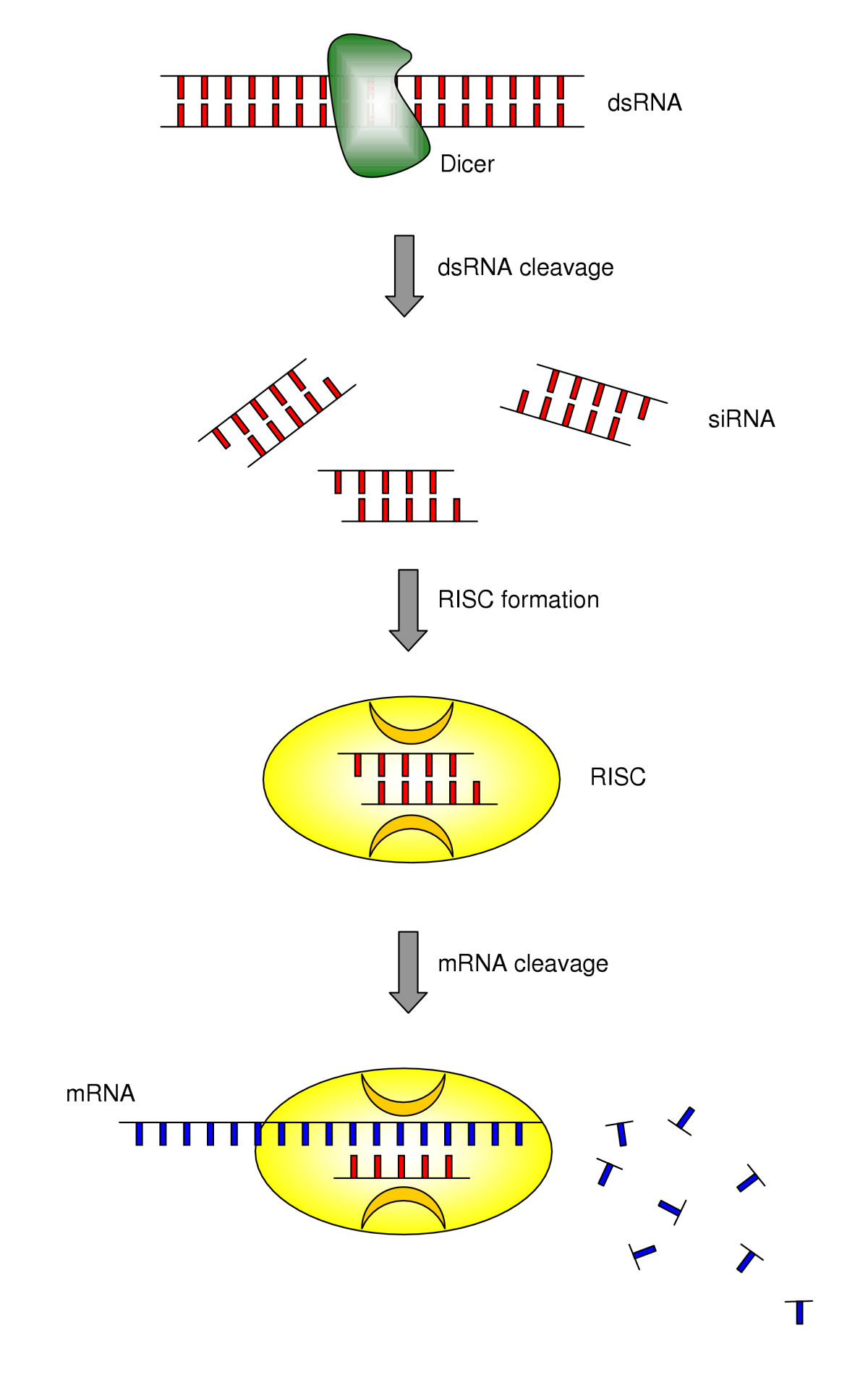
Mecanismo de RNAi / ribointerferencia mediado por siRNA.

La ribointerferencia o RNAi (acrónimo del inglés RNA interference) es un sistema que utilizan las células de los organismos vivos para controlar los genes que están activos en un momento o un tipo celular, y su grado de activación.  De forma más concreta, la ribointerferencia es un mecanismo de silenciamiento post-transcripcional de genes específicos, ejercido por moléculas de ARN que, siendo complementarias a un ARN mensajero, conducen habitualmente a la degradación de este. 
Debe distinguirse entre :
- Ribointerferencia (o interferencia por ARN, RNAi), que es el mecanismo biológico o la técnica experimental que lo aprovecha, y que presenta variaciones en función del tipo de molécula de ARN interferente implicada en el proceso.

- ARN interferente (en inglés, interfering RNA), que es la molécula de ARN que ejerce ribointerferencia, y puede ser de varios tipos (siRNA, miRNA o piRNA).

## Evolución
A partir de estudios filogenéticos computacionales basados en el principio de máxima parsimonia, el ancestro común más reciente de todos los eucariotas probablemente ya poseía una ruta primitiva de RNAi; se piensa que la ausencia de la ruta en ciertos eucariotas es una característica derivada. Este sistema de RNAi ancestral probablemente contenía una proteína similar a Dicer, una proteína Argonauta, una proteína PIWI, y una ARN polimerasa dependiente de ARN (RdRP) que podría haber realizado otras funciones celulares.  Un estudio a gran escala de genómica comparativa también indica que el grupo corona (un grupo monofilético vivo, o clado, que consiste del último ascendente común de todos los ejemplares vivos, más todos sus descendientes) ya poseía estos componentes, que en aquel momento podrían haber tenido asociaciones funcionales más estrechas con los sistemas generales de degradación del ARN como el exosoma. Este estudio también sugiere que la familia de proteínas "Argonauta" de unión a ARN, que es común entre los eucariotas, la mayoría de los Archaea, y al menos algunas bacterias (tales como Aquifex aeolicus), es homóloga y originalmente derivada de los componentes del sistema de iniciación de la traducción. 
Se piensa que la función ancestral del sistema de RNAi es la defensa inmune contra elementos genéticos exógenos tales como transposones y genomas virales. Algunas funciones relacionadas, como la modificación de histonas, podrían haber estado ya presentes en el ancestro de los modernos eucariotas, aunque parece que otras funciones como la regulación del desarrollo por los miRNA habrían aparecido posteriormente.
Los genes de la ribointerferencia, como componentes del sistema inmune antiviral en muchos eucariotas, están implicados en una "batalla evolutiva" con los genes virales. Algunos virus han desarrollado mecanismos para suprimir la respuesta de RNAi de sus células huésped, un efecto muy aparente sobre todo en los virus de plantas. Estudios de las tasas evolutivas en Drosophila muestran que los genes de la ruta de RNAi están sometidas una fuerte selección direccional y están entre los genes con una tasa de evolución más rápida del genoma de Drosophila.
Algunos protozoos tales como Leishmania major y Trypanosoma cruzi carecen completamente de la ruta de RNAi. La mayoría de los componentes también están ausentes en algunos hongos, notablemente en el organismo modelo Saccharomyces cerevisiae. El hecho de que algunos ascomicetos y basidiomicetos carezcan de rutas de RNAi indica que algunas proteínas requeridas para la ribointerferencia se han perdido de forma independiente en muchos linajes de hongos,  posiblemente debido a la evolución de una nueva ruta con función similar, o a la falta de ventaja selectiva en ciertos nichos.